# Kamperbruch
Kamperbruch ist eine Gemarkung und eine der Gründungsgemeinden der Stadt Kamp-Lintfort im Kreis Wesel in Nordrhein-Westfalen.

Lage der Gemarkung Kamperbruch in Kamp-Lintfort

## Geographie
Auf dem Gebiet der ehemaligen Gemeinde Kamperbruch liegen heute die beiden Kamp-Lintforter Stadtteile Stadtkern und Niersenbruch. Als Gemeinde besaß Kamperbruch eine Fläche von 5,84 km².

Die Landgemeinde Kamperbruch auf einer Karte von 1893

## Geschichte
Kamperbruch war ursprünglich eine beiderseits der Fossa Eugeniana gelegene Bauerschaft ohne verdichteten Siedlungskern und bildete seit dem 19. Jahrhundert eine Landgemeinde in der Bürgermeisterei Vierquartieren (ab 1928 Amt Vierquartieren). Diese gehörte bis 1857 zum Kreis Geldern und seit 1857 zum Kreis Moers. Am 1. April 1934 wurde Kamperbruch Gründungsbestandteil der neuen Stadt Kamp-Lintfort. Im Verlauf des 20. Jahrhunderts wurde das ursprünglich nur dünn besiedelte Gemeindegebiet vollständig städtisch überbaut.

## Einwohnerentwicklung
| Jahr | Einwohner | Quelle |
| ---- | --------- | ------ |
| 1832 | 469       | [ 2 ]  |
| 1864 | 505       | [ 3 ]  |
| 1871 | 477       | [ 4 ]  |
| 1885 | 436       | [ 5 ]  |
| 1910 | 842       | [ 6 ]  |
| 1925 | 3771      | [ 1 ]  |

## Kultur
Ein Träger des lokalen Brauchtums ist heute der Schützenverein Freischütz Kamperbruch 1927.